# تيري غريفيثز
تيري غريفيثز (بالإنجليزية: Terry Griffiths)‏ هو سياسي أسترالي، ولد في 22 يونيو 1944 في سيدني في أستراليا، وتوفي في 18 يونيو 2009. حزبياً، نشط في New South Wales Liberal Party ‏. وقد انتخب عضو الجمعية التشريعية نيو ساوث ويلز.